# Fânațele de la Bogdana
Fânațele de la Bogdana este un sit de importanță comunitară (SCI) desemnat în scopul protejării biodiversității și menținerii într-o stare de conservare favorabilă a florei spontane și faunei sălbatice, precum și a unor habitate naturale de interes comunitar aflate în arealul zonei protejate. Acesta este situat în nord-vestul României, pe teritoriul sud-vestic al județului Sălaj.

## Localizare
Aria naturală se află în partea sud-vestică a județului Sălaj, pe teritoriul administrativ sud-estic al comunei Buciumi (în estul satului Bogdana), la poalele sud-estice ale Măgurii Priei (masivul cel mai înalt al Munților Meseșului), pe cursul superior al Văii Agrijului.

## Descriere
Zona a fost declarată sit de importanță comunitară prin Ordinul Ministerului Mediului și Dezvoltării Durabile Nr.46 din 2016 (privind instituirea regimului de arie naturală protejată a siturilor de importanță comunitară, ca parte integrantă a rețelei ecologice europene Natura 2000 în România) și se întinde pe o suprafață de 75,20 hectare.
Situl reprezintă o zonă (încadrată în bioregiune continentală) de fâneață (stepe, pajiști, văi, tufărișuri) ce adăpostește floră și faună diversă și conservă două tipuri de habitate naturale: Comunități de lizieră cu ierburi înalte higrofile de la nivelul câmpiilor, până la cel montan și alpin (cod 6430) și Pajiști aluviale ale văilor râurilor din Cnidion dubii (cod 6440). La baza desemnării acestuia se află mai multe specii floristice enumerate în anexa I-a a Directivei Consiliului European 92/43/CE din 22 mai 1992 (privind conservarea habitatelor naturale și a speciilor de faună și floră sălbatică); printre care: usturoiță (Alliaria petiolata), rotungioară (Glechoma hederacea), pufuliță (Epilobium hirsutum), spălăcioasă (Senecio fluviatilis), piciorul caprei (Aegopodium podagraria), năpraznică (Geranium robertianum), opaiță roșie (Silene dioica), urzică moartă albă (Lamium album), răchitan ('Lithrum salicaria), iarba ciutei (Doronicum austriacum), clopoței (Campanula abietina), bozățel (Veratrum album), Cnidium dubium o specie de plantă perenă bienală din familia Apiaceae, păiuș de livadă (Festuca pratensis), golomăț (Dactylis glomerata), pir târâtor (Elymus repens) sau iarba-câmpului (Agrostis stolonifera).

## Căi de acces
- Drumul județean DJ108R, pe ruta: Zalău - Treznea - Bozna - Agrij - Bodia -  Buciumi - Bogdana.

## Monumente și atracții turistice

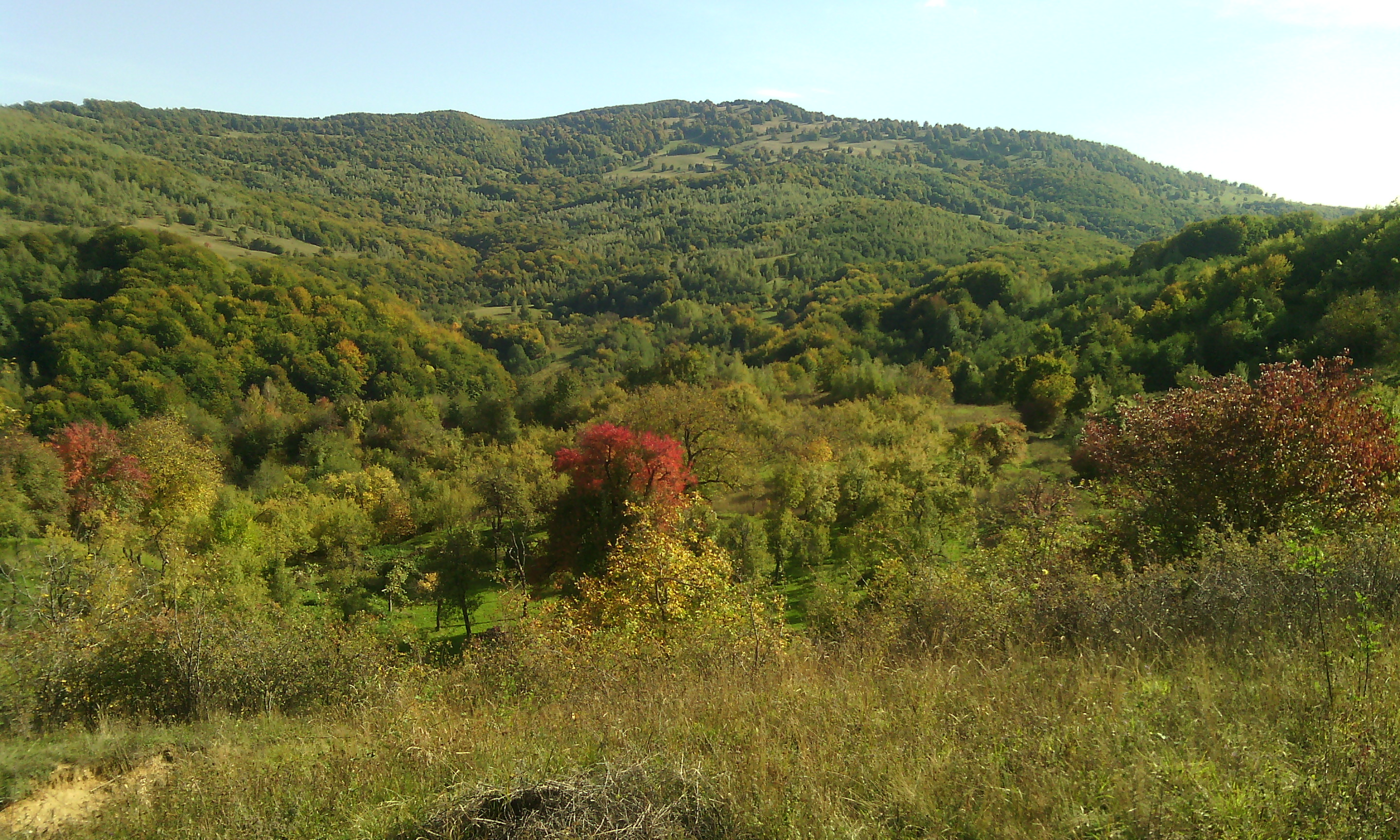
Măgura Priei

În vecinătatea rezervației naturale se află câteva obiective de interes istoric, cultural și turistic; astfel:
- Biserica de lemn "Sfinții Arhangheli Mihail și Gavriil" din satul Răstolț, construită în anul 1840, monument istoric.
- Biserica de lemn din Gălpâia cu hramul „Nașterea Maicii Domnului”  (monument istoric) este construită în anul 1575 în satul Gălpâia și strămutată în 1939 în incinta muzeului de la Ciucea, Cluj.
- Castrul roman de la Buciumi
- Muzeul din Cizer (casă de lemn acoperită cu paie, construită în   secolul al XVIII-lea).
- Conacul Octavian Goga din Ciucea, domeniu ce a aparținut familiei  marelui poet Octavian Goga și pe care se află casa memorială a poetului (conacul); casa (Casa Ady) memorială a poetului maghiar Ady Endre născut în comitatul Sălaj; casa de oaspeți (Casa albă), Mănăstirea „Nașterea Maicii Domnului”, biserica de lemn și mausoleul (Mausoleul iubirii).
- Casa lui Badea Ioan, (1928-1929), inclusă în programul Acasă, ca demult.
- Măgura Priei (cu altitudinea maximă de 996 m, atinsă în vârful omonim), subdiviziune geomorfologică a Meseșului (grupare montană importantă a Munților Apuseni ce aparțin lanțului carpatic al Occidentalilor).